# توماس لي رايت
توماس لي رايت (بالإنجليزية: Thomas Lee Wright)‏ هو مصور أمريكي، ولد في 1953.

## وصلات خارجية
- توماس لي رايت على موقع IMDb (الإنجليزية)
- توماس لي رايت على موقع قاعدة بيانات الفيلم (الإنجليزية)